# Tehuacana (Texas)
Tehuacana es un pueblo ubicado en el condado de Limestone en el estado estadounidense de Texas. En el Censo de 2010 tenía una población de 283 habitantes y una densidad poblacional de 68,81 personas por km².

## Geografía
Tehuacana se encuentra ubicado en las coordenadas 31°44′35″N 96°32′25″O / 31.74306, -96.54028. Según la Oficina del Censo de los Estados Unidos, Tehuacana tiene una superficie total de 4.11 km², de la cual 4.09 km² corresponden a tierra firme y (0.57%) 0.02 km² es agua.

## Demografía
Según el censo de 2010, había 283 personas residiendo en Tehuacana. La densidad de población era de 68,81 hab./km². De los 283 habitantes, Tehuacana estaba compuesto por el 88.69% blancos, el 8.48% eran afroamericanos, el 0% eran amerindios, el 0% eran asiáticos, el 0% eran isleños del Pacífico, el 1.77% eran de otras razas y el 1.06% pertenecían a dos o más razas. Del total de la población el 5.3% eran hispanos o latinos de cualquier raza.